# Parkstånds
Parkstånds (Senecio sarracenicus) är en växtart i familjen korgblommiga växter.